# Deudorix grisea
Deudorix grisea är en fjärilsart som beskrevs av Moore 1879. Deudorix grisea ingår i släktet Deudorix och familjen juvelvingar. Inga underarter finns listade i Catalogue of Life.